# KTM
KTM AG (antigament, KTM Sportmotorcycle AG) és un fabricant austríac de motocicletes i automòbils esportius propietat de Pierer Mobility AG i de l'empresa índia Bajaj Auto. Es constituí el 1992, però la seva història comença el 1934. Actualment, KTM AG és la companyia matriu del Grup KTM, format per diverses marques de motocicleta.
KTM és coneguda per les seves motocicletes fora d'asfalt (enduro, motocròs i supermoto). Des de finals de la dècada del 1990, s'ha expandit cap a la producció de motocicletes de carretera i el desenvolupament d'automòbils esportius, coneguts com a X-Bow. El 2015, KTM va vendre quasi tantes motos de carretera com de fora d'asfalt.
Des del 2012 i durant quatre anys consecutius, KTM ha estat el més gran fabricant de motocicletes d'Europa. A escala global, l'empresa es troba entre els fabricants líders del sector de les motos de fora d'asfalt. El 2016, KTM va vendre 203.423 vehicles de motor arreu del món.

## Història

### Primers anys

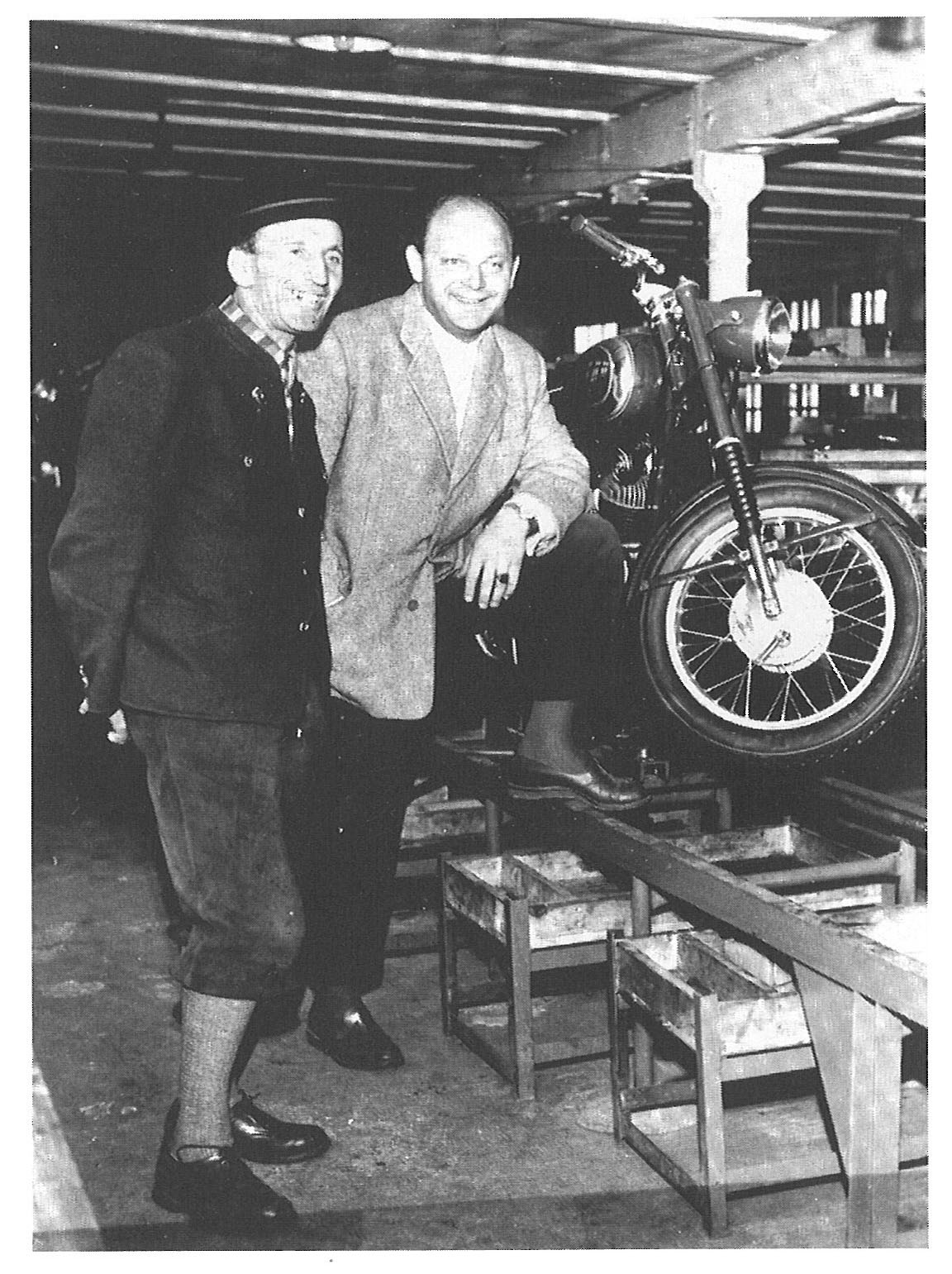
Hans Trunkenpolz i Ernst Kronreif a la dècada del 1950

El 1934, l'enginyer austríac Johann (Hans) Trunkenpolz establí un taller de reparació i instal·lacions d'automòbil a Mattighofen (al districte de Braunau am Inn, Alta Àustria). El 1937, començà a vendre motocicletes DKW, i automòbils Opel l'any següent. El seu establiment era conegut com a Kraftfahrzeug Trunkenpolz Mattighofen ("Vehicles de motor Trunkenpolz Mattighofen"), tot i que el nom no estava registrat. Durant la Segona Guerra Mundial, la seva muller s'encarregà del negoci, el qual prosperava sobretot gràcies a les reparacions de motors dièsel.
Després de la guerra, la demanda de feines de reparació va caure dràsticament i Trunkenpolz va començar a pensar a produir les seves pròpies motocicletes. El 1951 va construir el prototip de la seva primera moto, la R100. Els components de la motocicleta es produïen a casa, excepte els motors Rotax, fabricats per Fichtel & Sachs. La producció en sèrie de la R100 va començar el 1953. Amb només 20 treballadors, les motocicletes es construïen a un ritme de tres al dia.

### KTM de 1953 a 1991
El 1953, l'empresari Ernst Kronreif esdevingué un important accionista de la companyia, la qual va canviar de nom i es va registrar com a Kronreif & Trunkenpolz Mattighofen (KTM). El 1954 es va presentar la R125 Tourist, seguida de la Grand Tourist i l'escúter Mirabell el 1955.
La marca aconseguí el seu primer títol en competició en guanyar el Campionat d'Àustria de 125cc el 1954. El 1956, KTM debutà als Sis Dies Internacionals (ISDT), on Egon Dornauer guanyà la medalla d'or amb una KTM.
El 1957, KTM construí la seva primera motocicleta esportiva, la Trophy 125cc. El primer ciclomotor de la marca, anomenat Mecky, es llançà el 1957, seguit pel Ponny I el 1960, el Ponny II el 1962 i el Comet el 1963. Durant els 60, començà també la producció de bicicletes a Mattighofen.

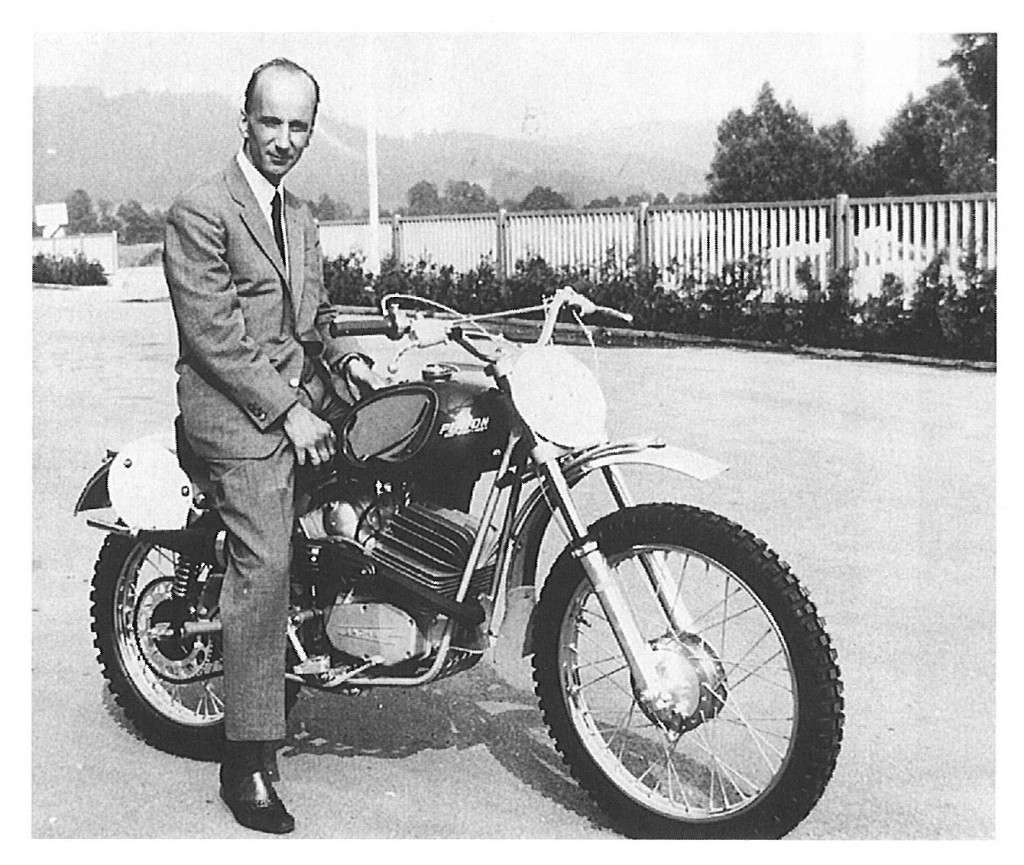
Erich Trunkenpolz, fill de Hans, amb una Penton-KTM Six Days 125 el 1969

Ernst Kronreif es va morir el 1960. Dos anys més tard, el 1962, Hans Trunkenpolz també es va morir d'un atac de cor. El seu fill, Erich Trunkenpolz, es feu càrrec de la direcció de l'empresa.
Al tombant de la dècada del 1960, John Penton, un concessionari de motocicletes d'Ohio, va demanar a KTM que construís una motocicleta de fora d'asfalt per al mercat americà segons les seves especificacions, propulsada amb motor Sachs. La Penton-Sachs va ser un èxit comercial i va establir les bases per al posterior èxit de KTM com a fabricant de motocicletes de motocròs i enduro.
A mesura que l'empresa continuava expandint-se, la plantilla creixia fins a arribar a la xifra de 400 treballadors el 1971, i als 40 anys de la seva fundació, KTM ja oferia 42 models diferents. A banda, KTM era capaç de produir motocicletes per a la indústria de la competició. El 1974, KTM guanyà el seu primer Campionat del Món de motocròs a la categoria dels 250cc, amb el soviètic Guennady Moiseev de pilot. Durant les dècades del 1970 i 1980, KTM va començar també a desenvolupar i produir motors i radiadors. Els radiadors, venuts a fabricants europeus d'automòbils, constituïren una part creixent del negoci de l'empresa durant els 80.
El 1978, es fundà la filial nord-americana KTM North America Inc. a Lorain (Ohio).
El 1980, la companyia es reanomenà KTM Motor-Fahrzeugbau KG. Un any després, KTM tenia prop de 700 treballadors i una facturació de 750 milions de xílings (uns 54,5 milions d'euros). El negoci internacional arribava al 76% de la facturació de l'empresa.
Tanmatex, la facturació d'escúters i ciclomotors va caure ràpidament, i la producció en va haver de ser aturada el 1988. Erich Trunkenpolz es va morir el 23 de desembre de 1989. L'adquisició aquell mateix any d'una participació del 51% a l'empresa per part del trust d'inversió austríac GIT Trust Holding, controlat pel polític Josef Taus, fou seguida per intents fallits de revifar l'empresa endeutada. L'hivern de 1991, l'empresa va fer fallida -la més gran de l'any a Àustria, amb 73 milions d'euros de deute- i el 1991, la gestió de KTM es va transferir a un consorci de bancs creditors.

### KTM després de 1991
El 1992, l'empresa es va dividir en quatre noves entitats: KTM Sportmotorcycle GmbH (divisió de motos), KTM Fahrrad GmbH (divisió de bicicletes), KTM Kühler GmbH (divisió de radiadors) i KTM Werkzeugbau GmbH (divisió d'eines).
Propietat des d'aleshores de KTM Motorradholding GmbH, que estava formada per Cross Holding (una filial de Cross Industries) i altres inversors, KTM Sportmotorcycle GmbH va començar a operar el 1992 i més tard es va fer càrrec de la divisió d'eines KTM Werkzeugbau. En els anys següents, mentre augmentava constantment la producció i la facturació, invertia en noves instal·lacions de producció i R+D, introduïa nous models i patrocinava amb èxit i participava en diverses competicions, l'empresa va patir un sèrie de reestructuracions i canvis d'accionistes guiats pel director gerent de KTM i propietari de Cross Industries, Stefan Pierer. El 1994, KTM va iniciar la producció de la sèrie Duke de motocicletes de carretera, el 1996, les motos de motocròs de KTM es van decorar per primera vegada amb el color carbassa característic de la marca, i el 1997 es van presentar els models bicliíndrics amb refrigeració líquida Supermoto i Adventure. El 2007, la companyia va estrenar l'automòbil esportiu KTM X-Bow.

#### Reestructuració
El 1995, KTM Motorradholding GmbH va adquirir l'antic fabricant suec de motocicletes Husaberg AB i va prendre el control de la companyia neerlandesa White Power Suspension.
El 2007, el fabricant indi de motocicletes Bajaj Auto va comprar una participació del 14,5% a KTM Power Sports AG. El 2013, Bajaj Auto tenia una participació del 47,97% a la companyia.
El 2013, KTM va adquirir l'antic fabricant suec de motocicletes Husqvarna Motorcycles al seu anterior propietari, BMW Motorrad AG. El mateix any, KTM va reintegrar la marca Husaberg a Husqvarna Motorcycles, de la qual s'havia escindit durant la dècada del 1990 quan Husqvarna va ser venuda a l'empresa italiana Cagiva.
Com a resultat final del procés de reestructuració, KTM Motorradholding GmbH s'havia convertit en KTM AG el 2012. El 2015, KTM va generar una facturació superior a 1.000 milions d'euros i donava feina a 2.515 treballadors a finals d'aquell any. De les quatre empreses separades que van quedar després de la divisió del 1992, tres tornaven a formar part del grup KTM: KTM Sportmotorcycle GmbH, KTM Werkzeugbau GmbH i KTM Kühler GmbH (actualment, WP Radiators). KTM Fahrrad GmbH (KTM Bike Industries) va continuar com a empresa independent i és propietat d'inversors xinesos. El grup KTM conté actualment les marques KTM i Husqvarna. A data de 2018, el grup KTM AG donava feina a 4.300 persones i va facturar 1.500 milions d'euros.

### Innovacions
Al llarg de la història de l'empresa, KTM ha estat líder en la tecnologia aplicada a la motocicleta. Van ser els primers a produir un motor de quatre temps refrigerat per aigua per a motocicletes de fora d'asfalt, un disseny que ha estat replicat per tots els altres fabricants. Al principi, KTM fins i tot subministrava radiadors a Suzuki. El 1986, KTM va ser el primer fabricant a incloure frens de disc tant al davant com al darrere a les seves motos de motocròs. El 1998, va fabricar un sistema de suspensió posterior que reduïa dràsticament el pes no amortit (PDS). També van ser els primers a oferir embragatge d'accionament hidràulic a tots els seus models, i els primers a comercialitzar motocicletes preparades per a la competició de supermoto.

## Estructura corporativa

### Propietat
KTM AG és actualment propietat de Pierer Mobility AG (51,7%) i Bajaj Auto Limited International Holdings B.V. (47,99%). Una part de Pierer Mobility AG és propietat de Pierer Industrie AG (60,87%).

### Filials
A data de 2020, KTM AG tenia les següents filials:
- KTM Racing AG (Suïssa, 100%)
- KTM Sportmotorcycle GmbH (100%, distribució de motocicletes i parts)
- KTM Sportcar GmbH (100%, producció i distribució del KTM X-Bow)
- KTM Immobilien GmbH (99%, propietària de tots els immobles i edificis de KTM Group)
- Husqvarna Motorcycles GmbH (100%, distribució de motocicletes i components)
- GASGAS Motorcycles GmbH (Catalunya, 60%)[37]
- WP Suspension GmbH (100%, producció de suspensions i components de motocicleta)
- W Verwaltungs AG (100%)

A més, KTM Sportmotorcycle GmbH i Husqvarna Motorcycles GmbH operen 24 i 8, respectivament, distribuidores filials a tot el món, la majoria d'elles a països europeus i asiàtics i als EUA.

### Aliança d'empreses
KTM va començar a exportar el seu model d'enduro GS als EUA el 1968 a través del seu importador nord-americà, John Penton, sota la marca Penton. Aquesta empresa conjunta va durar fins que KTM va establir KTM America Inc. a Ohio el 1978.
El 2005, KTM-Sportmotocycle va iniciar una associació amb el fabricant de vehicles tot terreny Polaris Industries amb l'objectiu de compartir investigació i, sobretot, les xarxes de distribució. Aquesta associació fou un acord de prova de dos anys, al final del qual les dues parts tenien l'opció de fusionar les dues empreses en una de sola. El 2006, KTM va anunciar que l'associació amb Polaris s'havia deixat estar i, des d'aleshores, només subministraria els seus motors RFS de 450cc i 510cc a Polaris.
El gener de 2008, Bajaj va anunciar que desenvoluparia conjuntament amb KTM dues noves motos de 125cc i 200cc per a Europa i l'Extrem Orient. Les motos serien etiquetades KTM. El gener de 2012, Bajaj va llançar el model Duke 200 a l'Índia.

### El KTM Motohall
El maig de 2019 es va inaugurar a Mattighofen el KTM Motohall, un museu de 3.000 m² dedicat a l'esport del motociclisme. En reconeixement, l'ajuntament va rebatejar la plaça del museu KTM-Platz (plaça KTM).

## Competició
KTM va començar a competir en la modalitat del motocròs. El 1974, la marca hi va aconseguir el seu primer títol mundial quan Guennady Moisseev va guanyar el de 250cc. Aquell mateix any, KTM inicià una llarga època d'èxits al Campionat d'Europa d'enduro amb el títol d'Imerio Testori en la cilindrada de més de 350cc. A finals del 2016, KTM havia guanyat més de 260 títols mundials, cosa que la converteix en una de les marques amb més èxit en els esports del motor. KTM ha guanyat 96 títols mundials en MXGP, MX1 i MX2 des del 1974 i 114 títols mundials d'E1, E2, E3 i Super Enduro des del 1990. Amb les victòries de Ryan Dungey el 2015, 2016 i 2017 al campionat del món de supercross, KTM va obtenir també una presència reeixida en la modalitat del supercross. El 1994, KTM va debutar al Ral·li Dakar amb un equip de fàbrica. El 1998, els pilots de KTM van ocupar-hi des del segon al dotzè lloc. Amb victòries consecutives entre el 2001 i el 2019, la marca domina el ral·li des de fa 18 anys. Els equips de KTM competeixen amb èxit en altres proves de ral·li raid, com ara l'Atlas Rally o el Ral·li del Marroc. KTM ha guanyat 37 proves del campionat mundial de ral·li raid des del 2003 i ha aconseguit 15 vegades aquest campionat, la més recent de les quals el 2015.
A finals de la dècada del 1970, KTM va intentar introduir-se en la modalitat del trial i en va desenvolupar, amb la col·laboració inicial de Walter Luft, un prototip que va provar l'alemany Felix Krahnstöver al Campionat del món durant les temporades de 1977 i 1978. L'experiència, però, no va reeixir i la KTM de trial fou discontinuada, sense haver-se arribat a produir mai en sèrie.
El 2003, KTM va començar a patrocinar i donar suport al motociclisme de velocitat en diverses cilindrades, aconseguint-hi resultats reeixits gràcies a la seva experiència en competicions de supermoto. Entre el 2003 i el 2009, un equip de fàbrica de la marca va competir a la categoria de 125cc del mundial de velocitat, i entre el 2005 i el 2008 a la categoria de 250cc. A la categoria de 125cc, KTM va obtenir-hi èxits notables com ara el segon i el tercer lloc de Mika Kallio i Gábor Talmácsi el 2005, el segon lloc de Mika Kallio el 2006, el tercer lloc de Tomoyoshi Koyama el 2007 i la victòria al títol de constructors de 125cc el 2005. A la categoria de 250cc, Mika Kallio va obtenir-hi el tercer lloc el 2008. Des de la primera temporada de la Rookies Cup el 2007, KTM subministrà la moto per a la Red Bull MotoGP Rookies Cup. Fidel a la seva filosofia, la major part dels components de les motos de KTM en aquesta categoria eren fabricats per la mateixa empresa.
El 2009, KTM va anunciar la seva retirada dels Grans Premis de velocitat, en totes les categories. No va tornar-hi fins al 2012, a la nova classe Moto3, on va guanyar el campionat de constructors aquell mateix any. Durant la següent temporada, els pilots de KTM es van imposar a totes les curses de la categoria i en van guanyar el títol mundial, així com el segon i el tercer lloc, convertint de nou KTM en campiona de constructors. KTM va tornar a guanyar el títol de constructors el 2014 i 2016, així com el mundial el 2016, a la classe Moto3. A partir del 2017, KTM presenta motos tant a la classe de MotoGP com a la de Moto2. L'equip de la classe "reina" comptava amb Bradley Smith i Pol Espargaró com a pilots principals, i amb Mika Kallio com a pilot comodí. L'equip de Moto2 KTM Ajo comptava amb Miguel Oliveira i Brad Binder. Amb una ferma independència i confiança en les pròpies capacitats, KTM va optar per emprar un bastidor tubular d'acer quan tots els altres fabricants n'hi empraven d'alumini. A més, KTM va insistir a desenvolupar la seva pròpia suspensió de competició a través de la seva filial WP (tots els altres fabricants en feien servir de la marca Ohlins). KTM va demostrar la seva capacitat de fer les coses a la seva manera guanyant la seva primera cursa de MotoGP el 9 d'agost de 2020, amb el debutant Brad Binder.
Entre el 2009 i el 2011, KTM tingué equips competint a l'IDM, el Campionat Internacional Alemany de Superbike. Tot i que es va especular sobre una possible incursió de KTM al mundial de Superbike, de moment la companyia no ho té previst, ja que s'ha desentès del desenvolupament de seva RC8 i de les Superbike en general.
Els colors oficials de l'empresa i els seus equips de competició són el carbassa, el negre i l'argentat. Per tal de crear una forta identitat de marca, totes les KTM de competició surten de fàbrica amb un plàstic carbassa lluent amb el símbol "KTM" al lateral de les cobertes del radiador. Totes les motos KTM venen també de fàbrica amb un adhesiu "Motorex" a la part exterior del motor. Totes les primeres càrregues d'oli provenen al seu torn de Motorex. Alguns equips oficials de KTM fan servir colors diferents per a les seves motocicletes, sobretot al Ral·li Dakar.

### Resultats a Moto3
| Any  | QAT · | AME · | ARG · | ESP · | POR | FRA · | ITA · | CAT · | PBA · | ALE · | AUT | INP · | RTX · | GBR · | SMR · | ARA · | JAP · | THA | AUS · | MAL · | VAL · | Punts | Posició |
| ---- | ----- | ----- | ----- | ----- | --- | ----- | ----- | ----- | ----- | ----- | --- | ----- | ----- | ----- | ----- | ----- | ----- | --- | ----- | ----- | ----- | ----- | ------- |
| 2012 | 3     | -     | -     | 3     | 1   | 5     | 2     | 3     | 2     | 1     | -   | 3     | 2     | 3     | 1     | 2     | 1     | -   | 1     | 1     | 1     | 346   | 1r      |
| 2013 | 1     | 1     | -     | 1     | -   | 1     | 1     | 1     | 1     | 1     | -   | 1     | 1     | 1     | 1     | 1     | 1     | -   | 1     | 1     | 1     | 425   | 1r      |
| 2014 | 1     | 1     | 1     | 1     | -   | 1     | 1     | 2     | 5     | 1     | -   | 2     | 2     | 3     | 3     | 1     | 5     | -   | 1     | 2     | 1     | 384   | 1r      |
| 2015 | 10    | 5     | 4     | 2     | -   | 1     | 1     | 5     | 1     | 4     | -   | 3     | 3     | 2     | 2     | 1     | 2     | -   | 1     | 1     | 1     | 341   | 2n      |
| 2016 | 2     | 1     | 3     | 1     | -   | 1     | 1     | 2     | 3     | 2     | 1   | -     | 7     | 1     | 1     | 2     | 2     | -   | 1     | 3     | 1     | 382   | 1r      |
| 2017 | 6     | 5     | 4     | 4     | -   | 4     | 1     | 6     | 6     | 3     | 2   | -     | 4     | 4     | 4     | 7     | 2     | -   | 4     | 6     | 3     | 248   | 2n      |
| 2018 | 5     | 3     | 1     | 1     | -   | 1     | 2     | 2     | 4     | 2     | 1   | -     | 3     | C     | 4     | 2     | 1     | 3   | 1     | 4     | 1     | 353   | 2n      |

## Producció

### Motos fora d'asfalt
KTM fabrica una àmplia gamma de motos fora d'asfalt. No tots els seus models són disponibles a tots els països. A la secció següent es mostren les motocicletes que es venen als Estats Units.
Motocròs – La línia actual de motocròs, designada amb les sigles SX, inclou models monocilíndrics de dos temps de 50, 65, 85, 105, 125, 150 i 250 cc (els models 50 SX, 65 SX i 85 SX són motocicletes infantils i juvenils), i models monocilíndrics de quatre temps de 250, 350 i 450 cc (SX-F). El 2005, KTM va llançar la nova 250SX-F al gran públic. Des del 2007, les SX-F són la nova gamma de motocròs de competició de KTM. Les versions actuals de la línia KTM SX-F duen un motor d'eix de lleves doble anomenat "RC4".
Cross-Country – La línia actual de cross-country (ral·li raid), anomenada XC, inclou models de dos temps de 150, 250 i 300 cc i models de quatre temps de 250, 350 i 450 cc. Les motos XC de dos temps, tret del model de 150 cc, s'ofereixen amb transmissió de relació oberta o tancada (quan es canvia de velocitat, hi ha un canvi de rpm més o menys pronunciat). Els models de quatre temps van equipats amb una caixa de canvis semi-tancada. La majoria dels models duen encesa elèctrica.
Els models XC, molt lleugers, són de competició estricta i no compleixen, doncs, la normativa d'homologació.
Enduro – Els models EXC, matriculables, són versions d'enduro de les motocicletes KTM XC de cross-country. Se subministren amb suspensions més còmodes, una caixa de canvis de relació més oberta i enllumenat.
La línia actual disponible als Estats Units consta de models EXC de quatre temps de 250, 350, 450 i 500 (en realitat 510 cc) i el model Dual Purpose esportiu Enduro R de 690 cc.
Free Ride – La "Conducció Lliure" és un tipus de motocicleta original de KTM que es podria descriure com una mena d'encreuament d'enduro i motocròs. La Freeride 250R duu una versió més lleugera i modificada del motor d'enduro de la 250 EXC i té una caixa de canvis de sis velocitats especialment desenvolupada amb relacions de transmissió tancades a les marxes inferiors i una relació oberta per a la sisena velocitat. Un model de quatre temps de 350 cc de tracció lliure amb característiques similars, i els models completament elèctrics d'una sola velocitat Freeride E-SX, Freeride E-XC i la seva versió de carrer Freeride E-SM estan disponibles a Europa.
| Dos temps               | Dos temps               | Quatre temps | Quatre temps      | Matriculables (permeses al carrer) | Freeride |
| Motocròs                | Enduro / XCountry       | Motocròs     | Enduro / XCountry | Matriculables (permeses al carrer) | Freeride |
| ----------------------- | ----------------------- | ------------ | ----------------- | ---------------------------------- | -------- |
| 50 SX 50 SX mini        |                         |              |                   |                                    | E-SX     |
| 65 SX                   |                         |              |                   |                                    |          |
| 85 SX 17/14 85 SX 19/16 |                         |              |                   |                                    |          |
| 125 SX                  | 200 XC-W                |              |                   |                                    |          |
| 150 SX                  | 150 XC-W                |              |                   |                                    |          |
| 250 SX                  | 250 XC 250 XC-W 250 EXC | 250 SX-F     | 250 XC-F          | 250 EXC-F                          |          |
|                         | 300 XC 300 XC-W 300 EXC | 350 SX-F     | 350 XC-F          |                                    | 350      |
|                         |                         |              | 450 XC-F          | 450 EXC-F                          |          |
|                         |                         |              | 500 EXC-F         | 500 EXC-F                          |          |
|                         |                         |              | 690 ENDURO R      | 690 ENDURO R                       |          |

### Motors de dos temps
Als anys noranta, els canvis en la normativa de l'AMA deixaren en desavantatge a les competicions de motocròs les motos de dos temps, més barates i senzilles que les de quatre temps, tot limitant la cilindrada de les de dos temps a 125 cc per a la classe 250cc i a 250 cc per a la classe 450cc. Mentre que altres fabricants decidiren deixar de fabricar els seus models de dos temps, KTM ha continuat creant i millorant les seves motos d'aquesta mena i, en conseqüència, ha passat a ocupar una posició molt alta dins mercat de la motocicleta de dos temps.
Les noves lleis europees d'emissions han augmentat la pressió sobre les motocicletes de dos temps, ja que els seus motors són menys eficients en combustible i produeixen més contaminació que els de quatre temps. Malgrat tot, gràcies als nous avenços tecnològics, els dos temps han començat a cremar combustible d'una forma més neta i a superar els estàndards verds més estrictes. A partir del 2017, totes les motocicletes de nova matriculació han de complir la normativa Euro 4 per a la gestió d'emissions. KTM anuncià que presentaria el maig de 2017 un nou motor de dos temps amb injecció directa de combustible. Mitjançant la injecció a pressió al port de transferència del cilindre d'una quantitat de combustible controlada electrònicament, els nous motors TPI ("Transfer Port Injection") havien de ser més eficients i més nets que els clàssics motors de dos temps de carburador, tot i que més complexos i cars. D'ençà del 2018, els models enduro 250 i 300 EXC TPI durien el nou motor.

### Motos de carretera

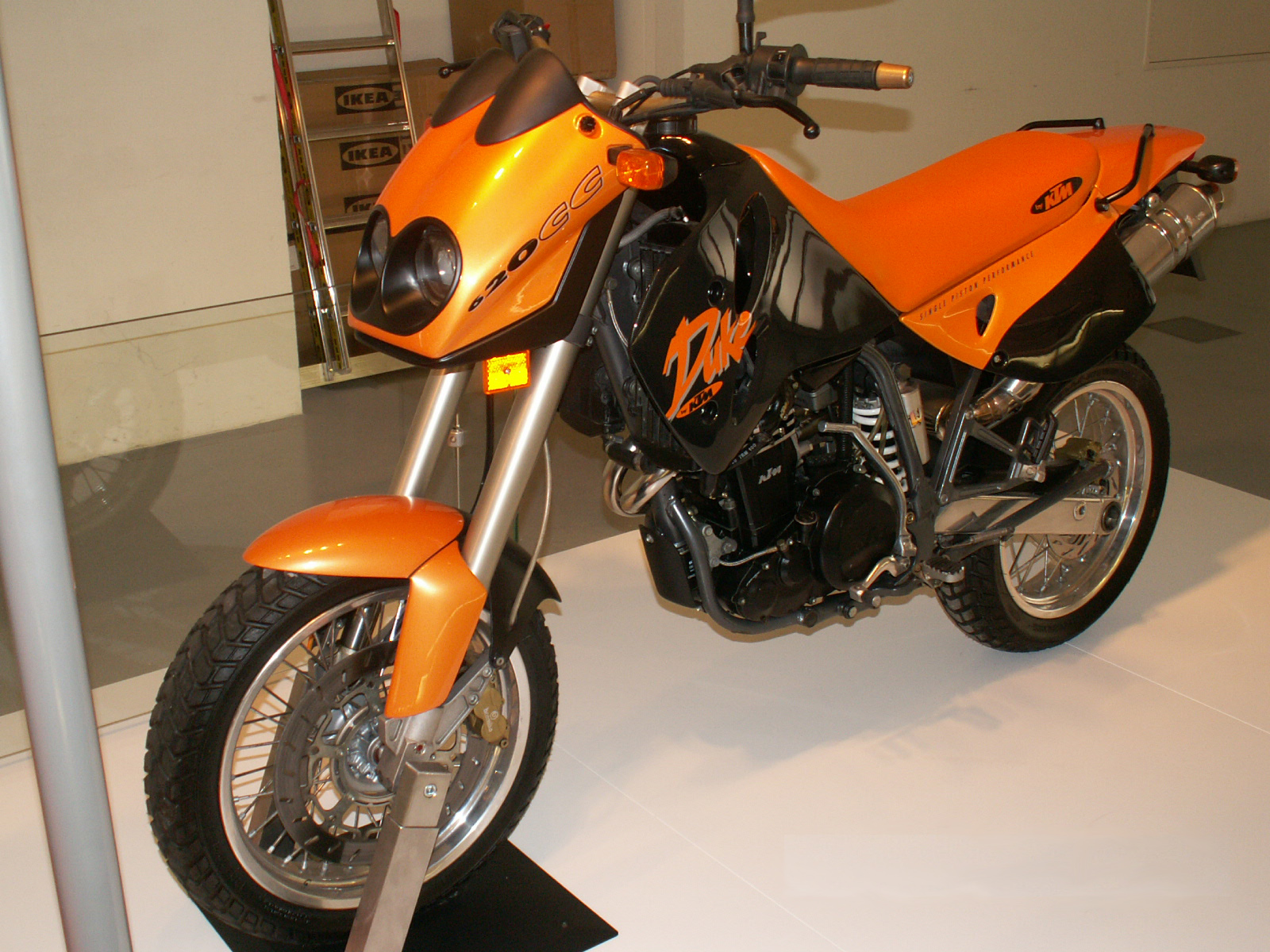
KTM Duke 620 – La primera Supermoto KTM produïda en sèrie

La primera moto de carretera KTM fou la Duke 620 de 1994.
Supermoto – KTM va ser el primer fabricant a oferir al públic una motocicleta de Supermoto preparada per a la competició. Tanmateix, la companyia en va aturar la producció el 2016, després de vendre les 690 unitats SMC R que tenia en estoc. De cara al 2019, el model 690 SMC R es va renovar completament. La moto compta ara amb la darrera versió del motor monocilíndric LC4, presentada amb la MY2016 Duke. Els anteriors models de supermoto eren el 625 SMC i la seva versió de curses 560 SMR. El model lleuger 690 SMC R de 141 kg té un motor de quatre temps (LC4) monocilíndric amb refrigeració líquida de 65 CV i un embragatge lliscant APTC accionat hidràulicament.
Adventure tourers – KTM produeix actualment les motocicletes esportives d'aventura tipus "Dual-Purpose" 1090 Adventure, 790 Adventure i 1290 Super Adventure en versions amb diferents alçades de selló, rodes i suspensions que doten les màquines d'una filosofia de carretera (S de "street"), fora d'asfalt (R de ral·li) o turisme (T). No totes les versions són disponibles al mercat nord-americà.
Els models 1090 Adventure i 1290 Super Adventure duen motors de quatre temps bicilíndrics en V de 75 graus (LC8). El 790 Adventure funciona amb el nou motor de quatre temps paral·lel LC8c. Tots 3 inclouen un embragatge lliscant i modes de conducció controlats electrònicament (esport, carrer i pluja). Els models 1290 i 790 disposen de pantalla TFT i el 1090, pantalla doble (analògica i LCD).
Sports tourer – La KTM de turisme esportiu 1290 Superduke GT ("Gran Turismo") és una versió de la 1290 Superduke R "naked" que ha estat modificada per a obtenir més comoditat de viatge amb un quadre més llarg i robust, manillar modificat, dipòsit de combustible més gran i motor LC8 de quatre temps bicilíndric en V de 75 graus modificat. Igual que la 1290 Super Adventure, la 1290 Superduke GT compta amb tres modes de conducció controlats electrònicament.
Naked – Amb els models Duke i Superduke, KTM ofereix actualment motocicletes Naked ("nues") amb cilindrades de 125, 200, 250, 390, 690, 790 i 1290 cc. Les Duke 125 (no disponibles als EUA), 200, 250, 390 i 690, i la 690 R, duen un motor LC4 de quatre temps monocilíndric. La Duke 790 empra un nou motor bicilíndric en paral·lel. La Superduke 1290 R està equipada amb un motor de quatre temps bicilíndric en V de 75 graus (LC8).
Actualment, les Duke 200, 250 i 390 les produeix Bajaj Auto a Pune, a l'Índia. La 250 només està disponible a l'Àsia, mentre que s'exporten a Europa i Amèrica del Nord les Duke 200 i 390. La Duke 200 del 2020 ja és disponible als Estats Units i té un nou motor de 200 cc redissenyat.
Supersport – Les motocicletes esportives que ofereix actualment KTM dins la categoria de Supersport són la RC 125 (no disponible als EUA) i la RC 390. Totes dues són versions matriculables de les motocicletes que competeixen en curses de velocitat. El 2017, KTM presentà la RC16, una motocicleta esportiva de 1.000 cc que havia de competir a la categoria de MotoGP del mundial. No aclaria, però, si n'existiria una versió de producció matriculable més endavant.
A l'Àsia, KTM també comercialitza les motocicletes de carretera RC 200 i RC 250.
Superbike – Actualment, KTM s'ha retirat de la producció i les competicions de superbike. Entre el 2008 i el 2015, l'empresa va produir la superbike 1190 RC8, una motocicleta lleugera i potent homologada (matriculable) per a competicions de superbike amb motor LC8 i sense l'ajuda electrònica per a la conducció que ofereixen els models Superduke i Super Adventure, d'altra banda comparables.

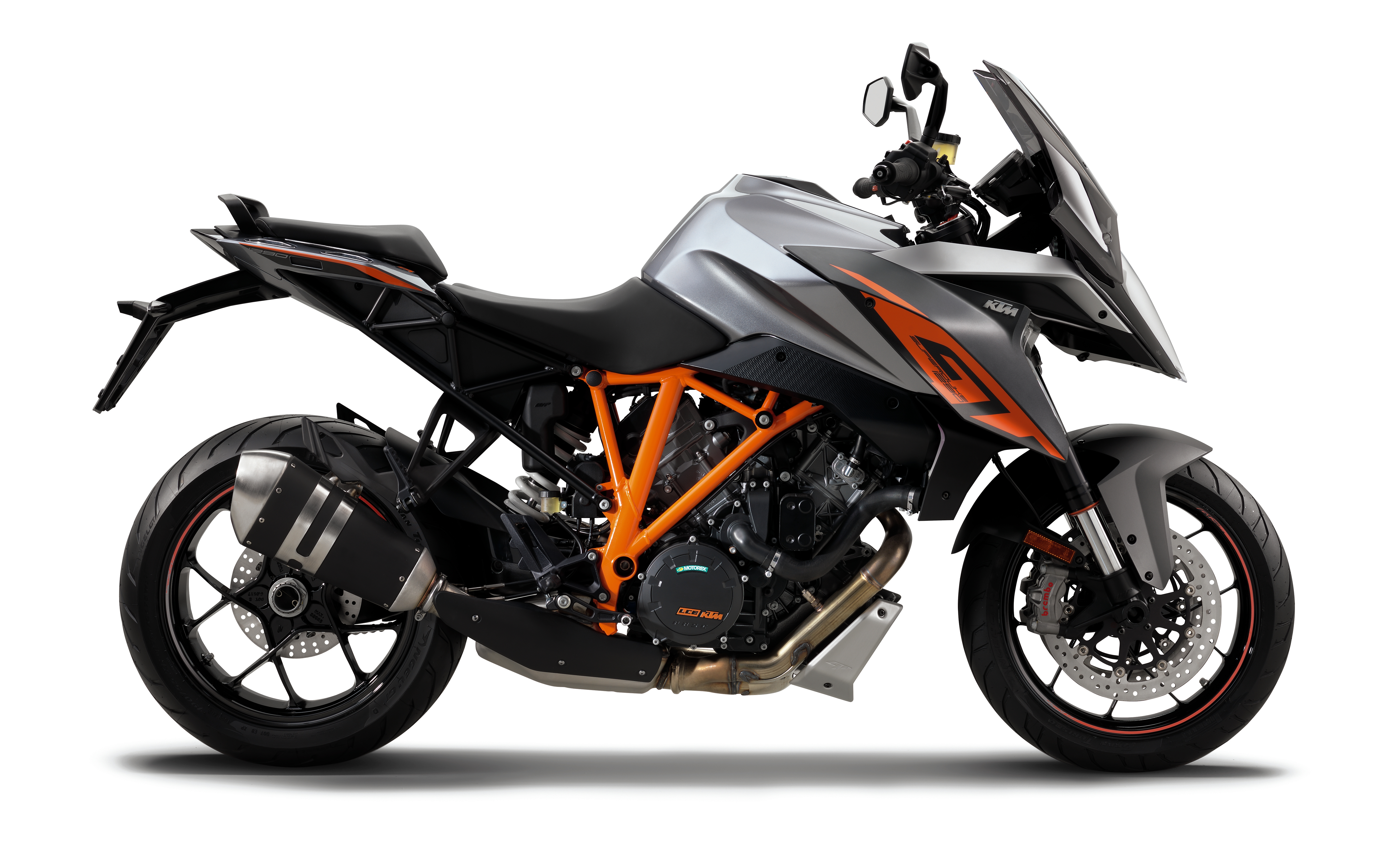
1290 Super Duke GT
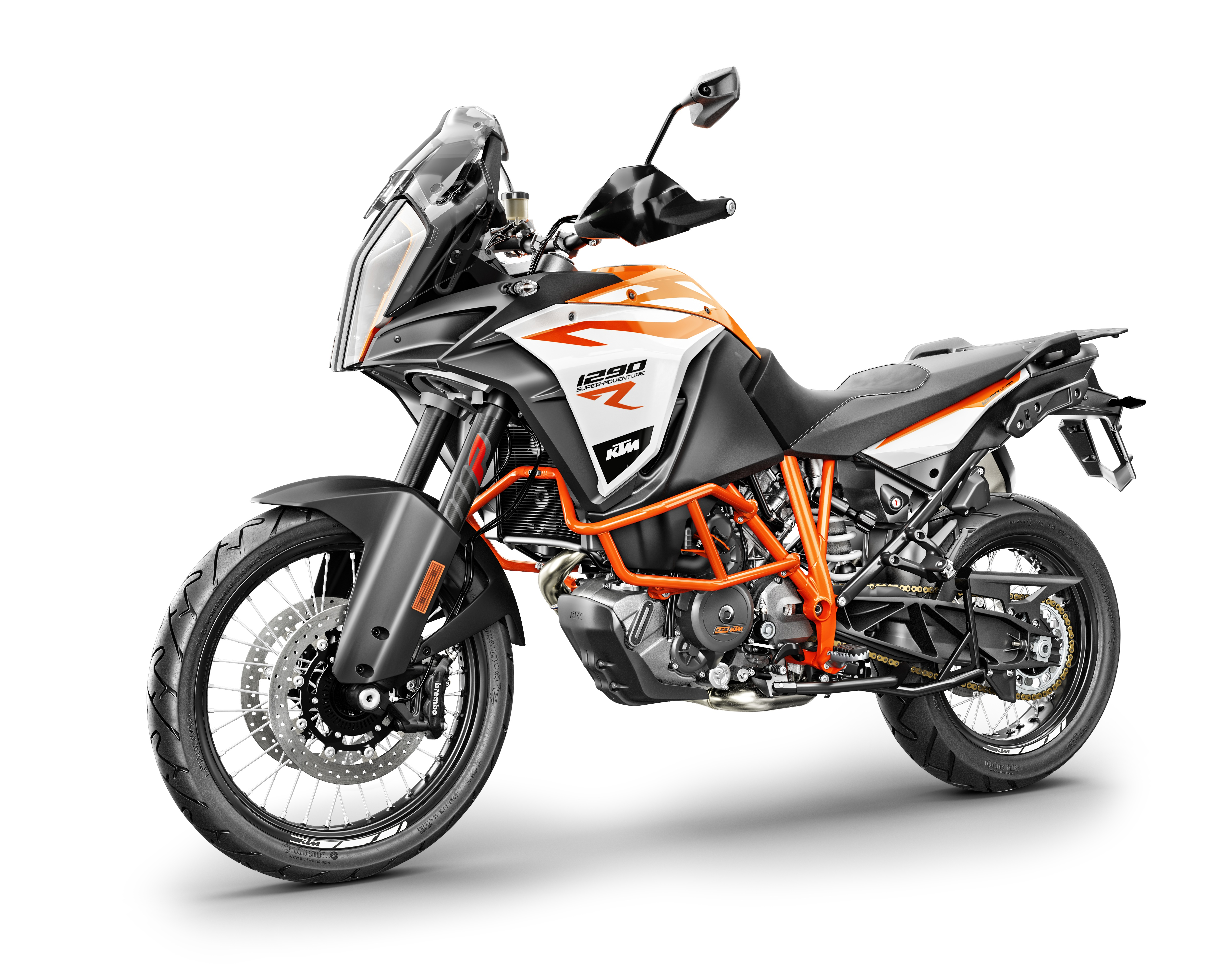
1290 Super Adventure R
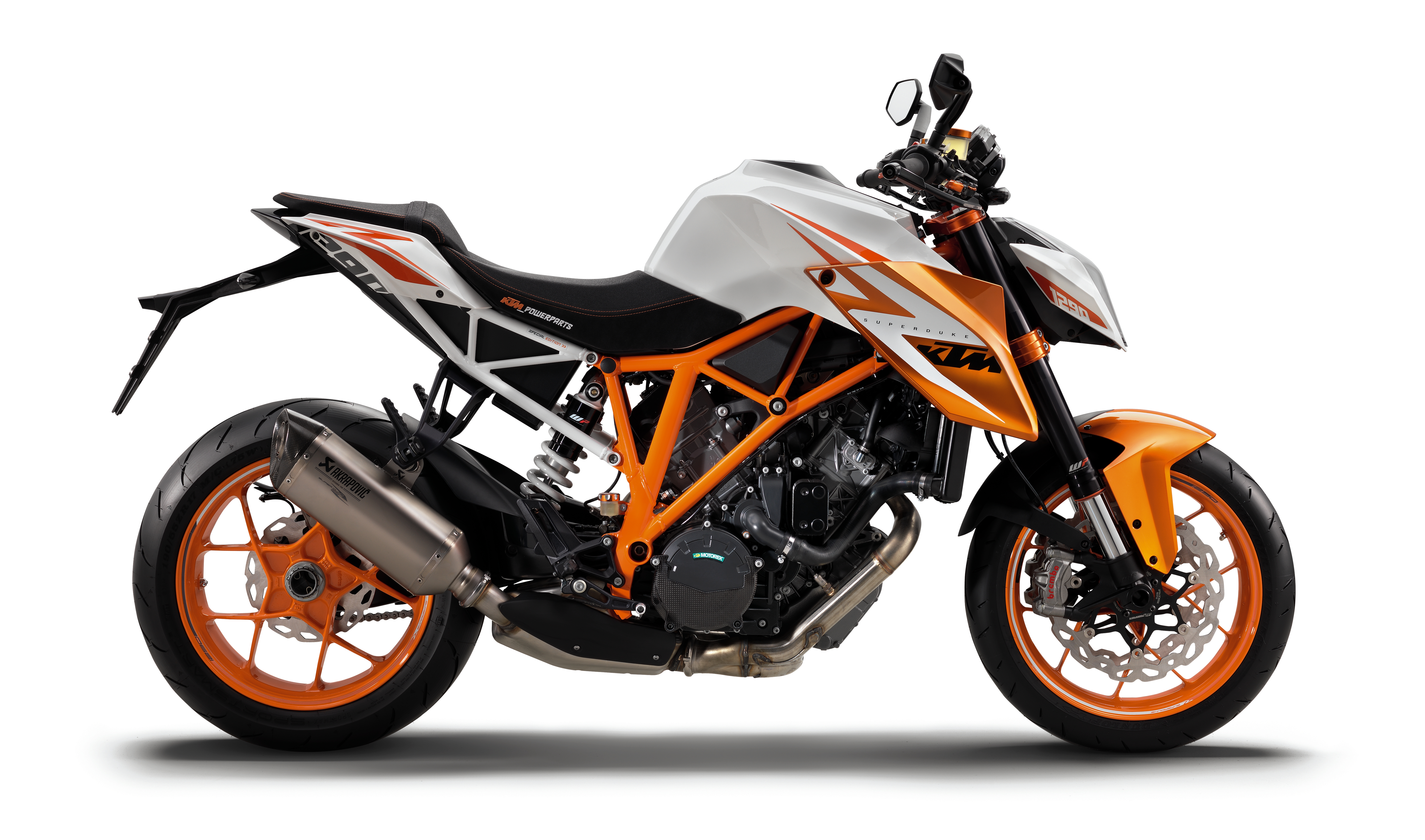
1290 Super Duke R (Special Edition)
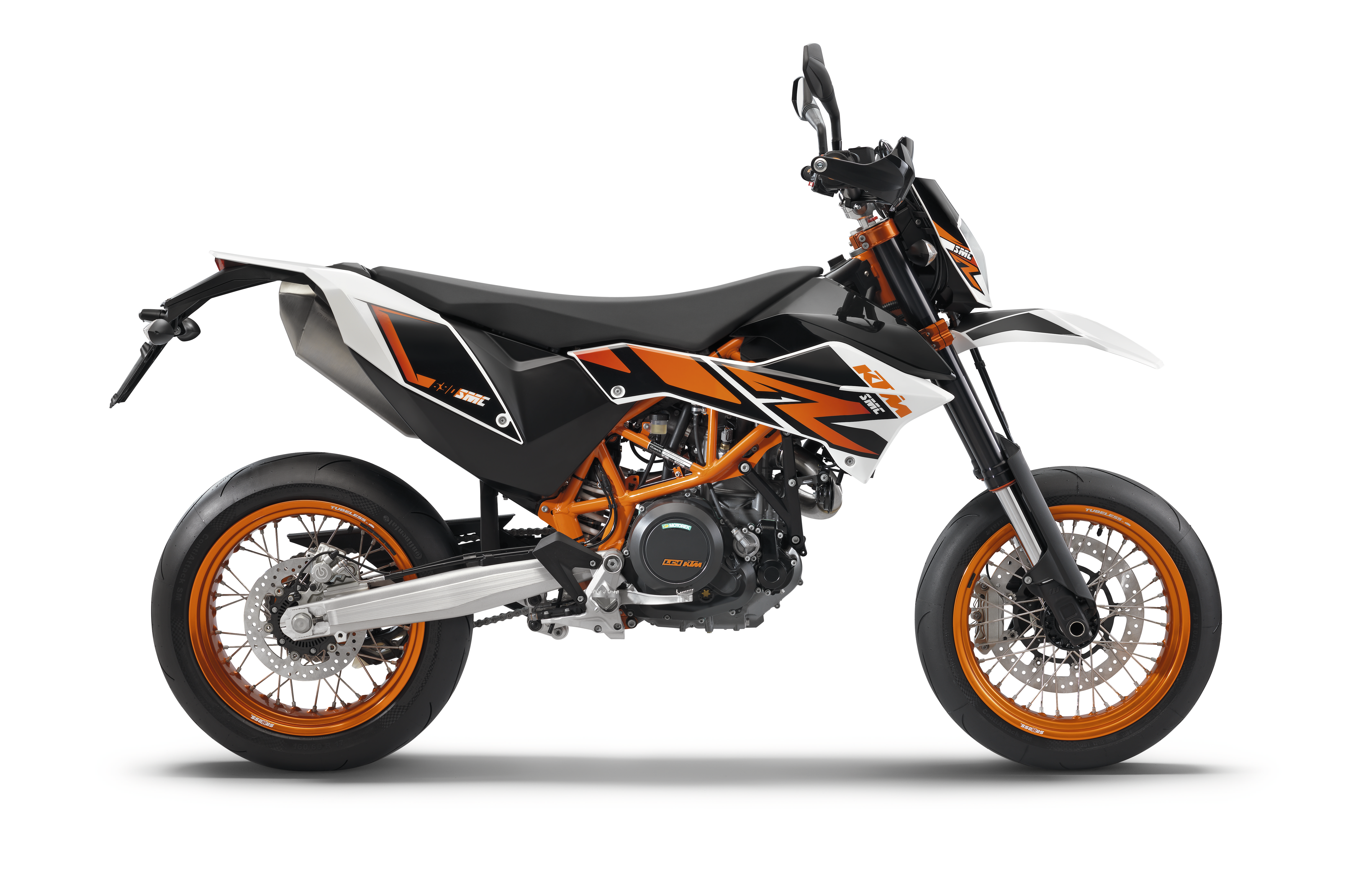
690 SMC R

| Esportives | Naked                                | Super Moto        | Super Enduro / Adventure                                             | Altres        |
| ---------- | ------------------------------------ | ----------------- | -------------------------------------------------------------------- | ------------- |
| RC125      | 125 Duke                             |                   |                                                                      | FREERIDE E-SM |
| RC 200     | 200 Duke                             |                   |                                                                      |               |
| RC 250     | 250 Duke                             |                   |                                                                      | 450 SX ATV    |
| RC 390     | 390 Duke                             |                   | 390 Adventure                                                        | 450 XC ATV    |
|            |                                      | 625 SMC           | 620/625                                                              | 505 SX ATV    |
|            |                                      | 640 SMC           | 640 Adventure                                                        | 525 XC ATV    |
|            |                                      | 660 SMC           |                                                                      |               |
|            | 640-690 Duke 690 Duke R              | 690 SMC 690 SMC R | 690 Enduro 690 Enduro R                                              |               |
|            |                                      | 950 SM 950 SMR    | 950 Super-Enduro R 950 Adventure                                     |               |
|            | 790 Duke                             |                   |                                                                      |               |
|            | 990 Super Duke R                     | 990 SM R 990 SM T | 990 Adventure                                                        |               |
|            |                                      |                   | 1090 Adventure 1090 Adventure R                                      |               |
| 1190 RC8   |                                      |                   | 1190 Adventure                                                       |               |
|            | 1290 Super Duke R 1290 Super Duke GT |                   | 1290 Super Adventure R 1290 Super Adventure S 1290 Super Adventure T |               |

### Disseny
Des de 1992, les motocicletes KTM han estat dissenyades per KISKA, una empresa de disseny amb seu a Salzburg. KISKA també va dissenyar quatre versions del X-Bow i és responsable de la imatge global de KTM i Husqvarna. Això inclou el disseny de botigues, exposicions, aparicions a webs, roba i marxandatge, vídeo i material imprès.

### Components i equipament
Sota la marca Powerparts, KTM ven components de preparació i decoració per a les seves motocicletes de carretera i fora d'asfalt, i l'X-Bow. La línia Powerwear ofereix equipament i roba de competició, accessoris i articles de marxandatge.

## X-Bow

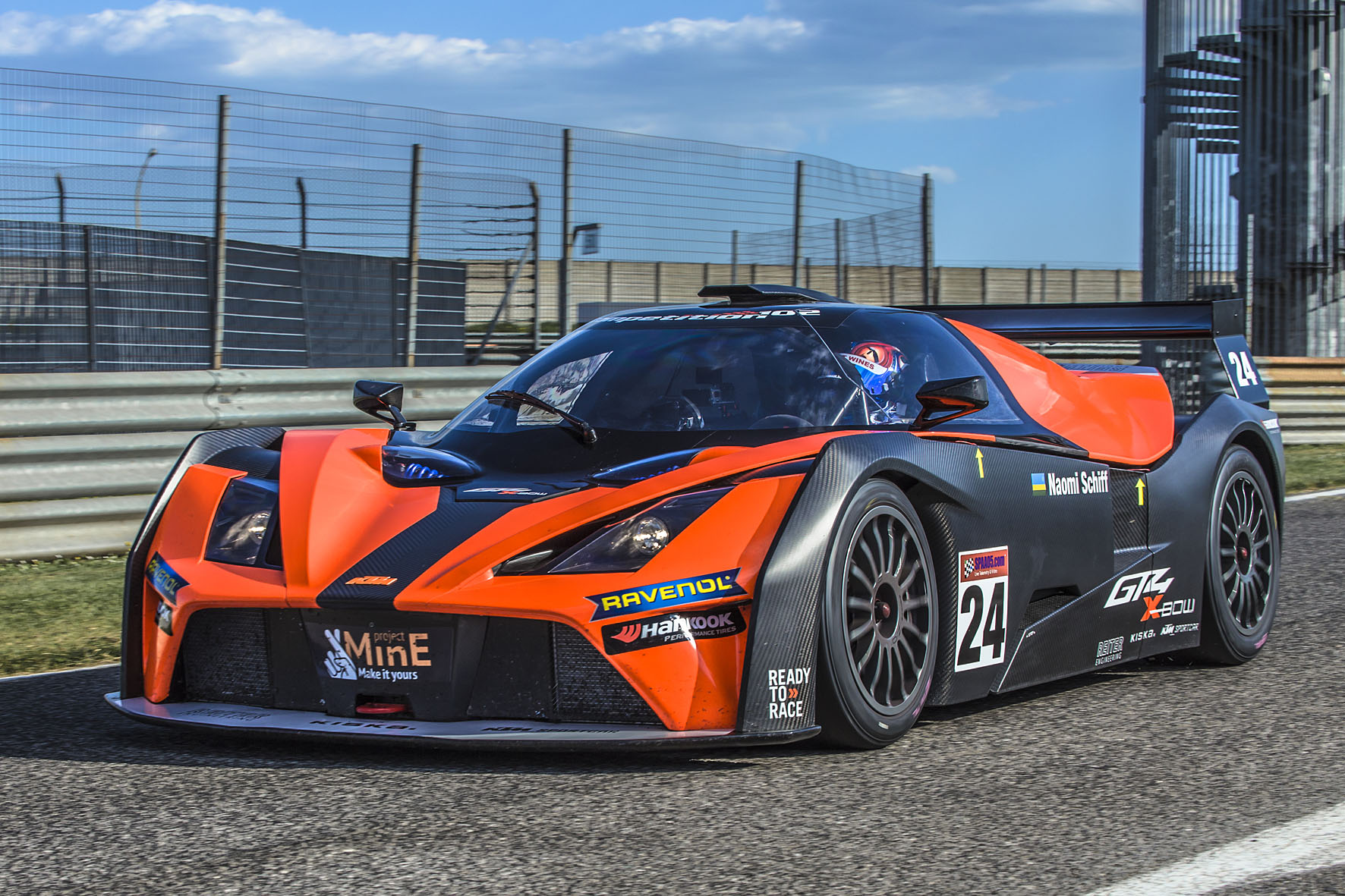
KTM X-Bow GT4

El KTM X-Bow (pronunciat "cross-bow") és una gamma d'automòbils esportius lleugers biplaça coneguts com a X-Bow R, X-Bow RR, X-Bow GT i X-BOW GT4. Les versions R i GT de l'X-Bow es poden conduir legalment en carretera a Europa, Amèrica del Nord, Xina i Austràlia. Els cotxes fan servir motors Audi i tenen un xassís de fibra de carboni desenvolupat en cooperació amb el fabricant italià de vehicles de competició Dallara, cosa que el converteix en el primer cotxe matriculable amb un monocasc enterament de fibra de carboni.

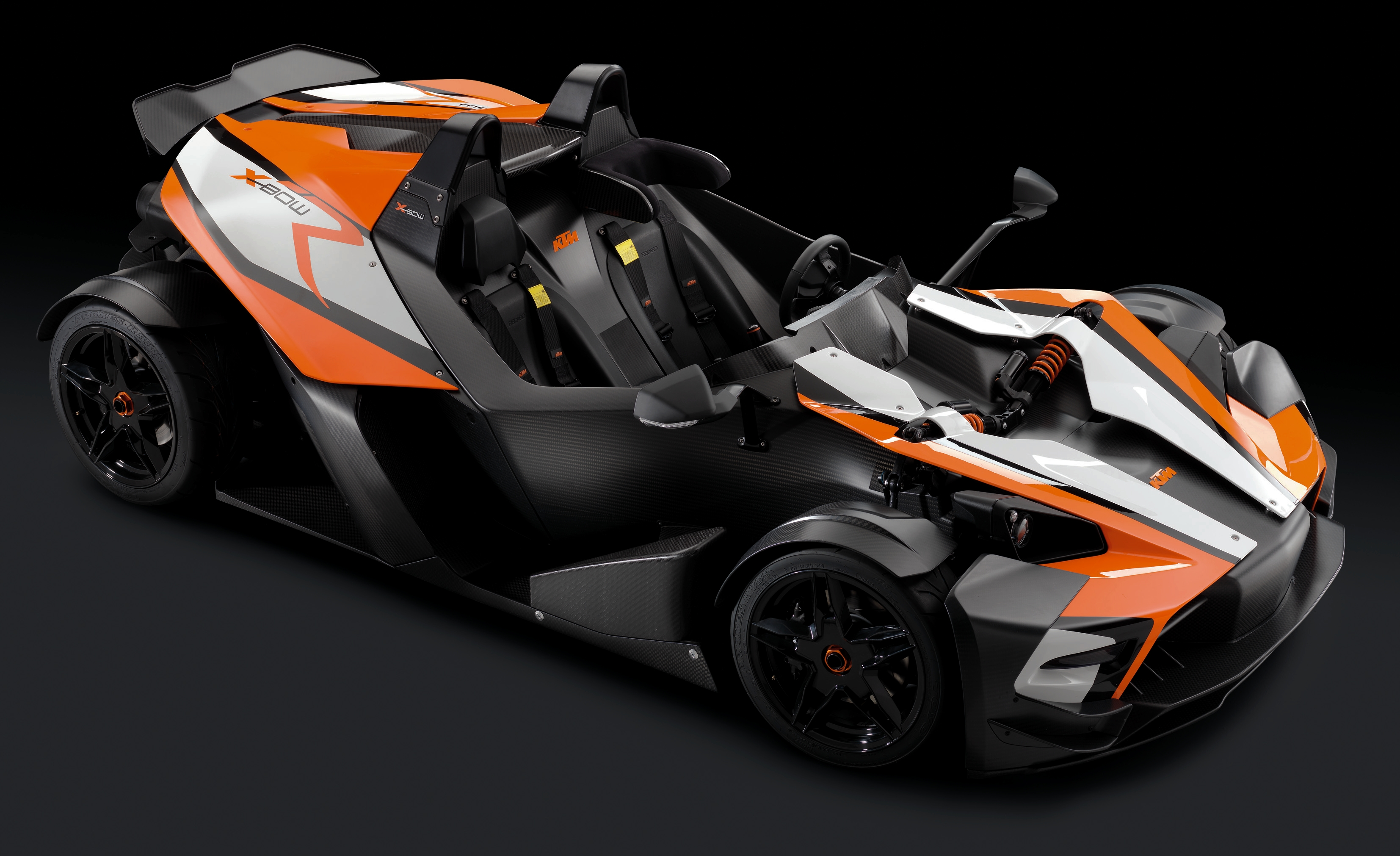
KTM X-Bow R
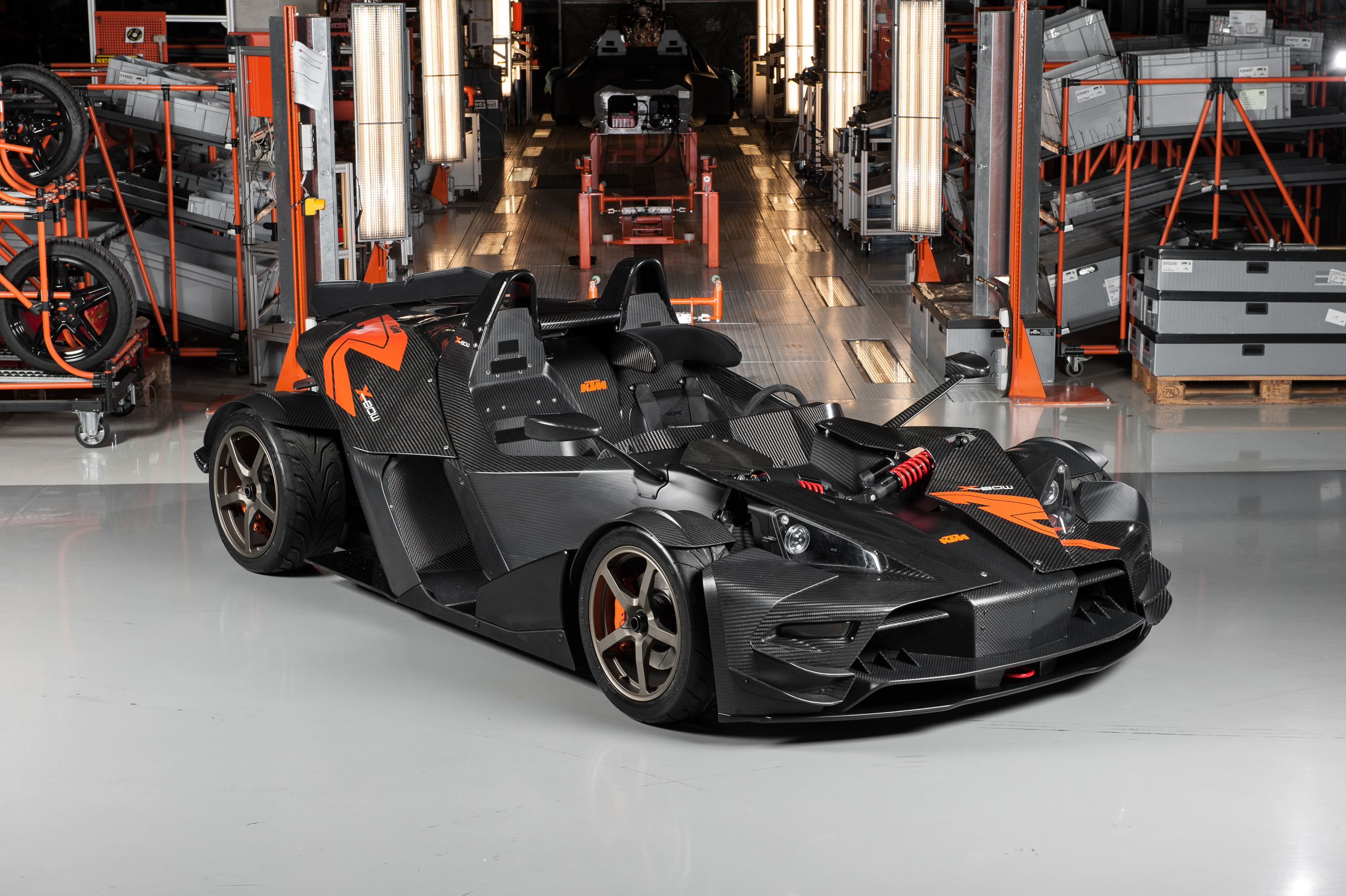
X-Bow RR
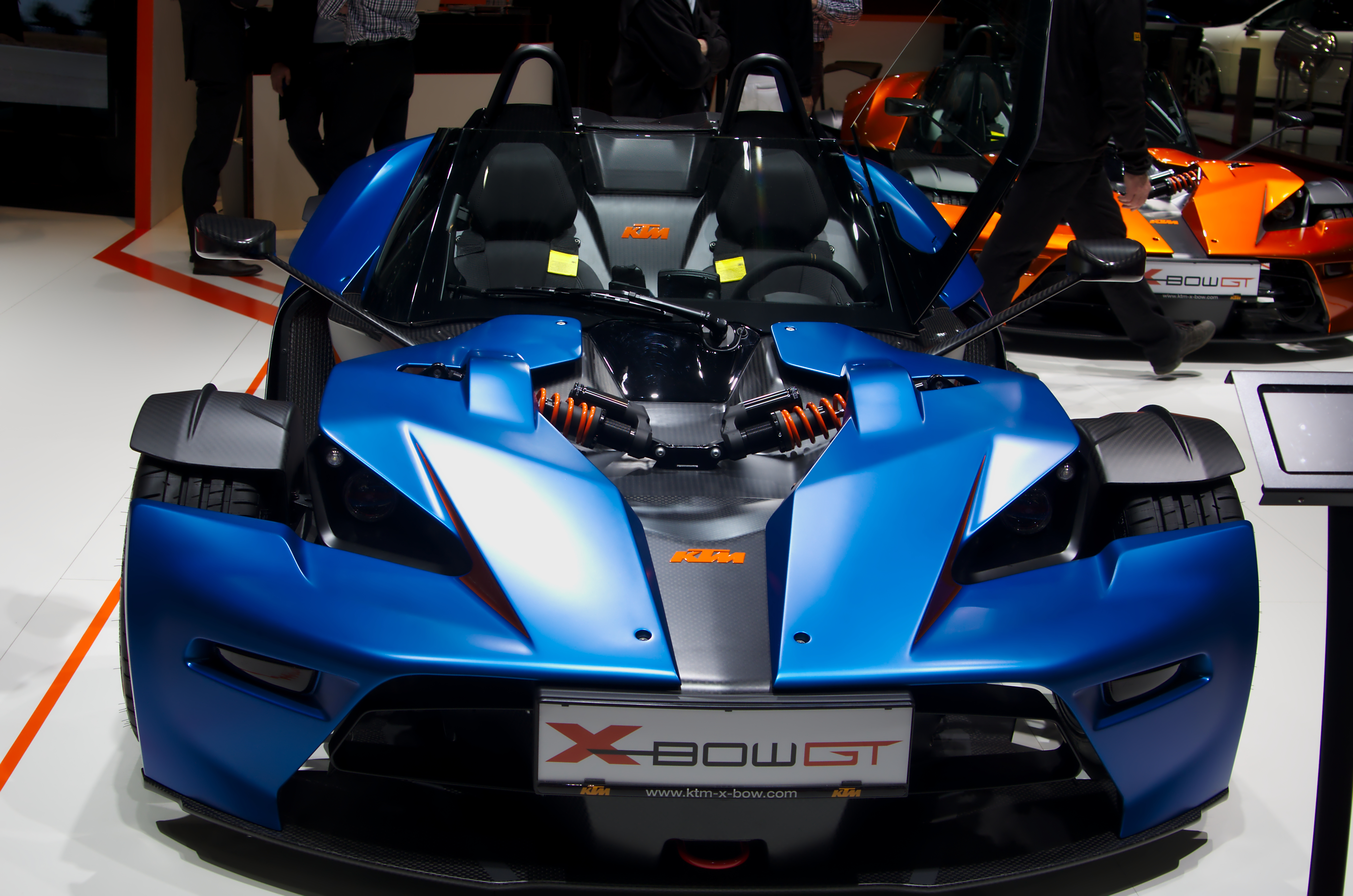
X-Bow GT